# Khaled Mechaal
Khaled Mechaal ou Machaal ou Meshal (en arabe : خالد مشعل), né le 28 mai 1956 en Cisjordanie, est l'un des dirigeants politiques de l'organisation palestinienne Hamas. Il vit en exil à Doha, au Qatar.

## Biographie

### Jeunesse et formation
Khaled Mechaal est né en 1956 à Silwad, en Cisjordanie occupée par la Jordanie. Il y fréquente l'école primaire jusqu'à la cinquième année.  Son père, Abd al-Qadir Mechaal, est paysan (fellah) et avait participé à la grande révolte arabe de 1936-1939 en Palestine mandataire avec le chef de la guérilla palestinienne Abd al-Qadir al-Husayni. Il déménage au Koweït en 1957 pour travailler dans l'agriculture et comme imam.
Après la guerre des Six Jours de 1967, au cours de laquelle Israël victorieux occupe la Cisjordanie, sa famille fuit en Jordanie et, après un mois ou deux, rejoint Abd al-Qadir au Koweït où Mechaal termine ses études secondaires. Il entre à l'école secondaire Abdullah al-Salim au début des années 1970 et rejoint l'organisation islamique des Frères musulmans en 1971,.
Mechaal s'inscrit à l'université du Koweït en 1974 et s'implique rapidement dans la politique étudiante. Il dirige la liste pour la Justice islamique (qa'imat al-haq al-islamiyya) basée sur le mouvement islamique palestinien, une partie des Frères musulmans, lors des élections de l'Union générale des étudiants palestiniens (GUPS) en 1977. Les élections du GUPS sont annulées et il fonde la Ligue islamique des étudiants palestiniens (al-rabita al-islamiyya li tolaab filastin). Il obtient un baccalauréat ès sciences en physique en 1978.
À l’âge de 19 ans, Mechaal visite la Palestine historique en 1975 pendant deux mois pour la première fois depuis le début de l'occupation israélienne en 1967. Il voyage beaucoup en Israël et dans les territoires occupés. Le voyage approfondit ses sentiments pour sa patrie et son sentiment des pertes des guerres de 1948 et 1967.

### Carrière

Drapeau du Hamas avec la Shahada sous forme calligraphique.

Après avoir obtenu son diplôme, Mechaal devient professeur et enseigne la physique au Koweït jusqu'en 1984.  
En 1983, le mouvement islamique palestinien a convoqué une conférence interne et fermée dans un État arabe, à laquelle participaient des délégués de Cisjordanie, de la bande de Gaza et des réfugiés palestiniens des États arabes. La conférence posant la première pierre de la création du Hamas, Meshaal fait partie de la direction du projet puis s'y consacre à plein temps après 1984.
Le Hamas est considéré comme un groupe terroriste par l'Union européenne, les États-Unis, le Japon, le Canada et Israël. Néanmoins, la majorité des États membres de l'ONU ne classent pas le Hamas parmi les organisations terroristes, à l'instar de la Chine, la Russie, le Brésil ou la Norvège. Quasiment aucun des pays arabo-musulmans, d'Afrique, d'Amérique du Sud ou d'Asie ne considère le Hamas comme une organisation terroriste,.
Lorsque l'Irak envahit le Koweït en août 1990, Mechaal et le reste des dirigeants du Hamas au Koweït se réfugient en Jordanie.
Mechaal est un membre fondateur du bureau politique du Hamas et est élu président en 1996 après l'emprisonnement de son prédécesseur Moussa Abou Marzouk en 1995. Alors que Mechaal était le dirigeant de la branche jordanienne du Hamas, il est visé par une tentative d'assassinat du Mossad israélien le 25 septembre 1997, sous le gouvernement de Benyamin Netanyahou. Deux agents israéliens introduits en Jordanie avec des passeports canadiens lui vaporisent une substance toxique sur l'oreille. Ils sont arrêtés sur-le-champ. Le cabinet de Benjamin Netanyahou refuse dans un premier temps de délivrer l'antidote. Furieux, le roi Hussein de Jordanie menace de les pendre si Israël ne fournit pas immédiatement celui-ci, mais aussi de remettre en cause le traité de paix signé avec Israël trois ans plus tôt. Sous les pressions américaines de Bill Clinton et devant l'importance médiatique prise par cette opération, Israël doit s'exécuter, et, pour récupérer ses deux agents, libérer en outre le cheikh Ahmed Yassine (fondateur et chef spirituel du Hamas), alors emprisonné par l'État hébreu.
En août 1999, la police jordanienne produit une demande d'arrestation de Khaled Mechaal, à la veille d'une visite en Jordanie de la secrétaire d'État américaine Madeleine Albright. Mechaal fuit la Jordanie et est accueilli par le gouvernement du Qatar, qui l'aide à s'installer dans sa capitale Doha.
En octobre 2002, les services de renseignement israéliens apprennent qu'une entrevue entre Mechaal et le roi Abdallah d'Arabie saoudite a eu lieu et a été jugée « excellente » par le Hamas, selon certains documents trouvés[réf. non conforme].
Mechaal a critiqué l'ancien président de l'Autorité palestinienne, Yasser Arafat, et refusé de suivre ses demandes de cessez-le-feu avec Israël. Il assiste tout de même aux funérailles d'Arafat au Caire le 12 novembre 2004.
Le 9 décembre 2005, Mechaal s'adresse à une foule rassemblée à Damas et déclare, à propos de la trêve de l'année 2005 qui se terminait : « Nous ne prolongerons pas la trêve et notre peuple doit se préparer à une reprise du conflit armé »[réf. nécessaire].
Après la victoire du Hamas aux élections législatives palestiniennes de 2006, Mechaal déclare que le Hamas n'a aucune intention de se désarmer. Il souhaite que le Hamas rassemble les armes des différentes factions palestiniennes et forme une armée unifiée palestinienne qui « protègerait le peuple palestinien contre des agressions »[réf. nécessaire].

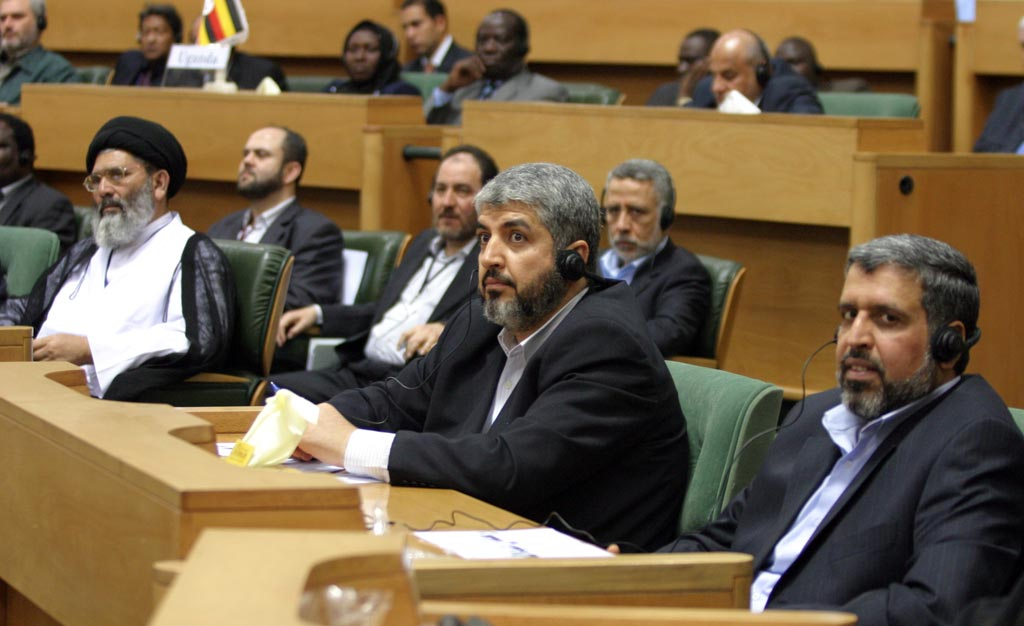
Khaled Mechaal lors de la 3e conférence internationale pour les droits des Palestiniens, en 2006.

Ne se sentant nullement engagé par la feuille de route pour la paix, il fait une nouvelle déclaration en février 2006 à un journal russe : « Si Israël reconnaît nos droits et s'engage à se retirer de tous les territoires occupés, le Hamas, et avec lui l'ensemble du peuple palestinien, décideront de mettre un terme à la résistance armée »[réf. nécessaire].
Depuis Damas, où il vit pour des raisons de sécurité, Khaled Mechaal rejette le vendredi 10 mars 2006 le plan présenté la veille par le Premier ministre israélien par intérim Ehud Olmert visant, en cas de victoire de son parti, Kadima aux élections législatives du 28 mars, à fixer unilatéralement, d'ici 2010, les frontières israéliennes, qualifiant ce projet de « déclaration de guerre ». Il a notamment déclaré : « Il ne s'agit pas d'un plan de paix, mais d'une déclaration de guerre qui permettra à Israël de rester dans une grande partie de la Cisjordanie, de maintenir le mur et les colonies, de refuser toute concession sur Jérusalem-Est et de rejeter le droit de retour des Palestiniens »[réf. nécessaire].
Le 10 janvier 2007, il reconnaît implicitement l'État d'Israël[réf. non conforme], tout en admettant que l'absence d'un État palestinien est problématique : « Il va rester un État qui s'appelle Israël, c'est un fait. Le problème, ce n'est pas l'existence d'une entité qui s'appelle Israël. Le problème, c'est que l'État palestinien n'existe pas »[réf. nécessaire].
Il déclare que le Hamas ne reconnaîtra officiellement l’État israélien que lorsqu’un État palestinien aura vu le jour.
Khaled Mechaal déclare que les remarques révisionnistes du président iranien Mahmoud Ahmadinejad sont « courageuses » et que « les musulmans soutiennent l'Iran parce qu'il exprime à haute voix ce qu'ils ont dans leurs cœurs, le peuple palestinien en particulier ».

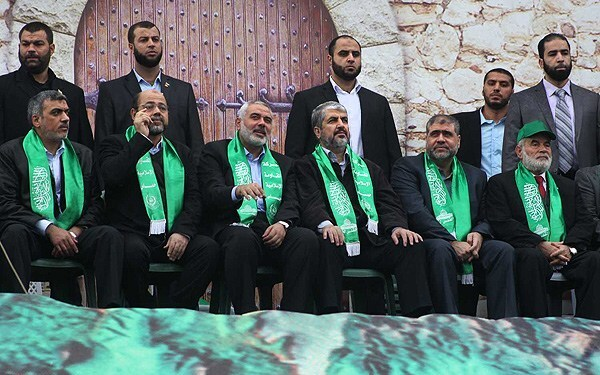
Khaled Mechaal avec d'autres dirigeants du Hamas, lors du du groupe (8 décembre 2012).

Il se rend pour la seule fois de sa vie dans la bande de Gaza en 2012. Le Hamas annonce le 21 janvier 2012 qu'il ne se représentera pas à sa propre succession. Il est reconduit à la tête du Hamas le 1er avril 2013 après avoir annoncé son retrait du mouvement. Avec l'aggravation de la guerre civile en Syrie en 2012, Mechaal repart une nouvelle fois en exil à Doha.
Le 6 mai 2017, après avoir effectué les deux mandats autorisés à la direction du Hamas, Khaled Mechaal se retire de sa fonction et Ismaël Haniyeh lui succède.
Dans une vidéo disponible sur le site internet pro-israélien Memri, le 18 janvier 2024, il rejette toute reconnaissance de l’État d'Israël. D'après lui, depuis le 7 octobre 2023, l'idée d'une Palestine allant « du fleuve à la mer », c'est-à-dire éliminant l'actuel État d'Israël, a pris une légitimité nouvelle, au point d'être est reprise « même dans les universités américaines et dans les manifestations en Europe ».

## Fortune
Lors de la guerre de Gaza de 2014 (nommée par l'armée israélienne « opération Bordure protectrice »), les médias israéliens accusent de corruption la direction du Hamas. Selon eux, Mechaal et un autre cadre dirigeant, Moussa Abou Marzouk, auraient détourné les fonds collectés par le Hamas destinés à financer des opérations d'aide humanitaire pour les populations civiles syriennes.
Des chercheurs[Lesquels ?] lui attribuent une « fortune exorbitante » et soutiennent qu'au moment de son départ du bureau politique du Hamas à Damas en 2012 pour rejoindre le Qatar, il aurait emporté avec lui 1,5 milliard de dollars réinvestis ensuite dans l'immobilier et des entreprises financières, qu'il aurait fait fructifier. En 2023, sa fortune est estimée par le média israélien i24News, lequel n'a toutefois pas précisé l'origine de cette évaluation, à 5 milliards de dollars.